# Айхенау
Айхенау (нем. Eichenau) — община в Германии, в земле Бавария.
Подчиняется административному округу Верхняя Бавария. Входит в состав района Фюрстенфельдбрукк.  Население составляет 11 961 человек (на 31 декабря 2010 года). Занимает площадь 6,98 км².